# Franklin’s Gardens
Franklin's Gardens ist ein Rugbystadion in der englischen Stadt Northampton, Grafschaft Northamptonshire. Es ist seit 1880 die Heimat des Rugby-Union-Clubs Northampton Saints (Premiership Rugby) und besitzt eine Kapazität von 15.500 Zuschauern, die ausschließlich auf Sitzen Platz nehmen.

## Geschichte
Zu Beginn des 20. Jahrhunderts befand sich auf dem heutigen Stadiongelände ein Vergnügungspark, der vom Hotelbesitzer John Franklin betrieben wurde. Nach ihm wurde das Stadion benannt. Seit Anfang der 2000er Jahre wurde Franklin's Gardens nach und nach modernisiert. Zunächst wurde die alte Haupttribüne und die Gegentribüne durch die 2002 komplettierten Church’s Stand und Tetley’s Stand ersetzt. 2005 kam der Burrda Stand hinzu. Als letzte Baumaßnahme bisher wurde der alte Sturtridge Pavilion abgebrochen und durch den im Oktober 2015 fertiggestellten Barwell Stand mit rund 2.000 Plätzen ersetzt.

## Tribünen
- Church’s Stand: West, Haupttribüne, 2002 fertiggestellt
- Tetley’s Stand: Ost, Gegentribüne, 2002 fertiggestellt
- Burrda Stand: Süd, Hintertortribüne, 2005 fertiggestellt
- Barwell Stand: Nord, Hintertortribüne, 2015 fertiggestellt

## Galerie

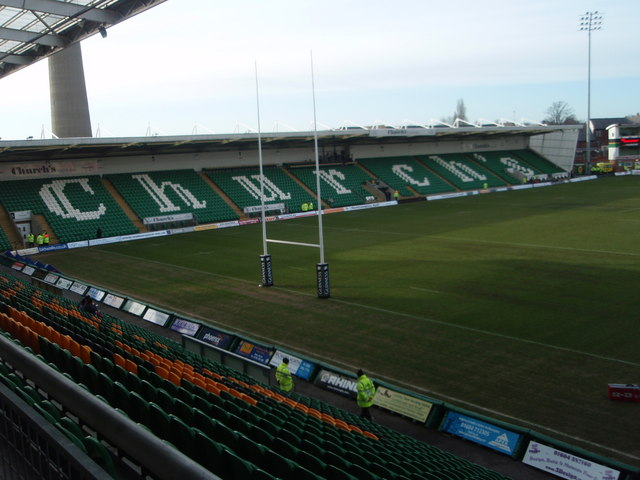
Church’s Stand (Januar 2009)
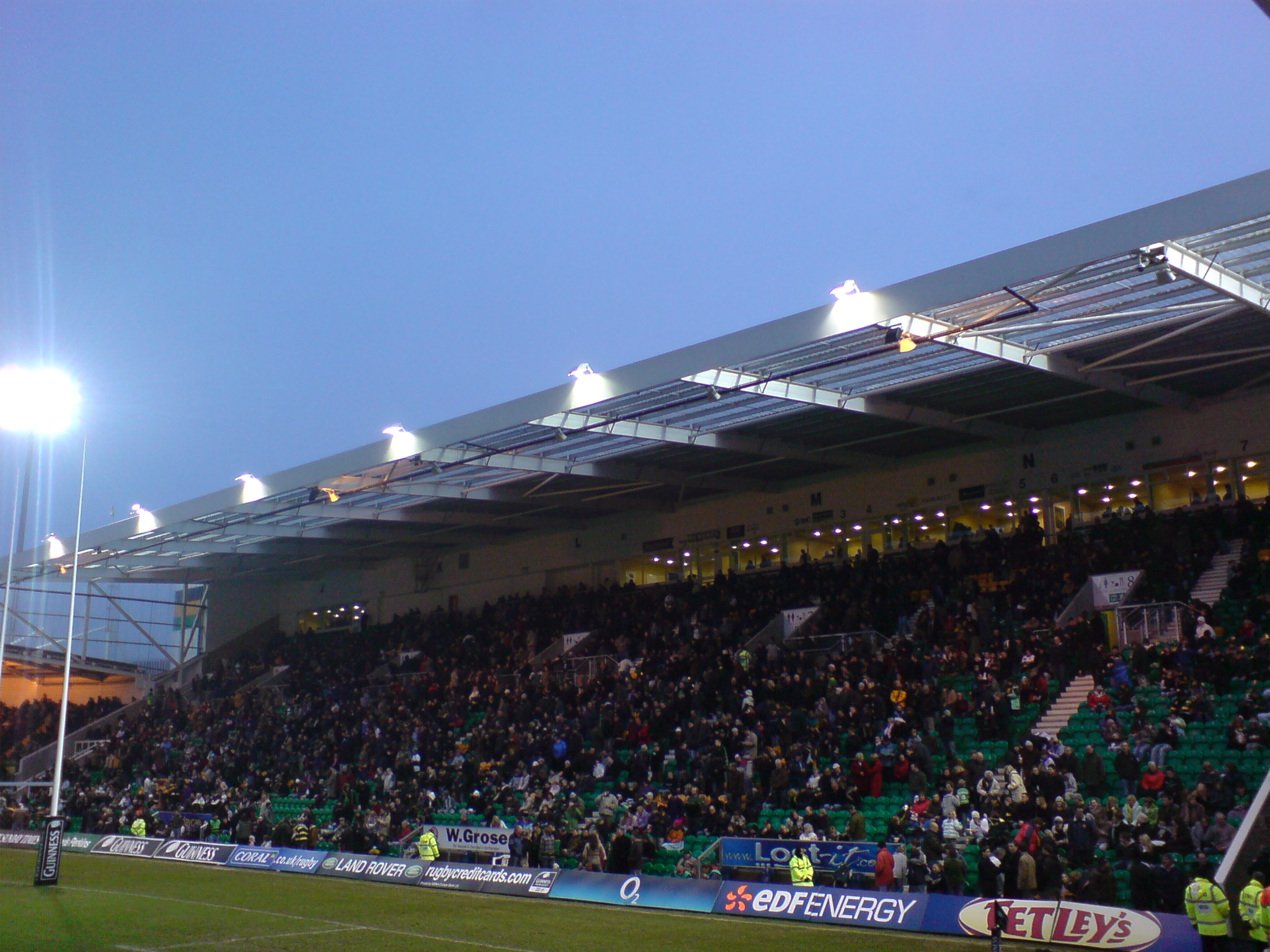
Burrda Stand (September 2007)
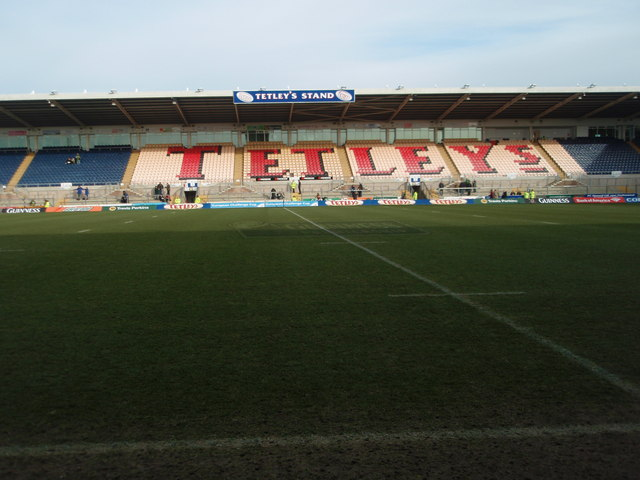
Tetley’s Stand (Januar 2009)
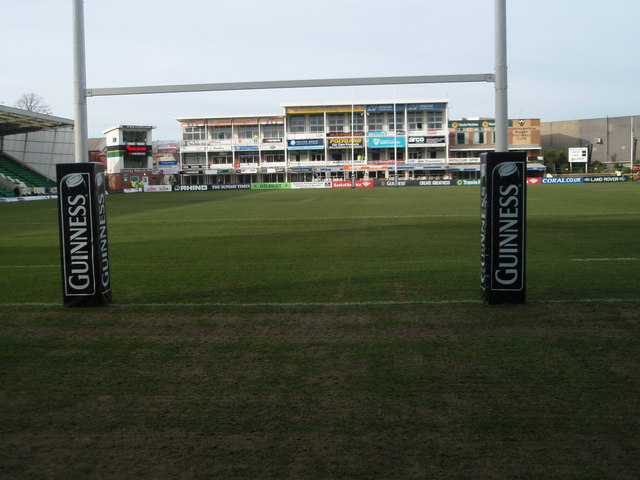
Der ehemalige Sturtridge Pavilion (Januar 2009)
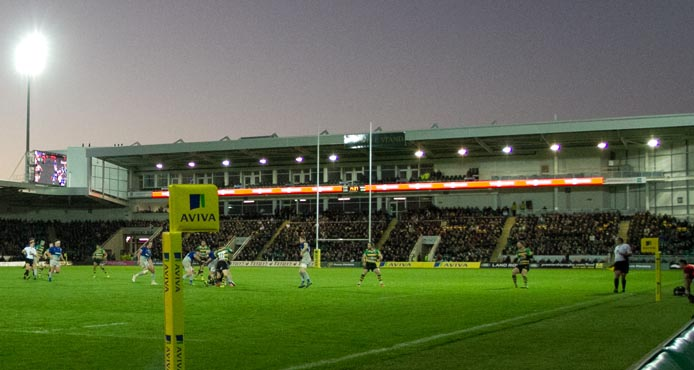
Der neue Barwell Stand am 7. November 2015